# Wolfram Frank
Wolfram Frank (* 15. September 1953 in Schopfheim bei Lörrach) ist ein deutscher Schriftsteller und Theaterregisseur.

## Leben
Wolfram Frank ging in Heidelberg zur Schule. Von 1970 bis 1973 war er Mitglied des Sozialistischen Schülerbundes und arbeitete beim SDS mit. Er machte Bekanntschaft mit Daniel Cohn-Bendit, Joscha Schmierer, Dietrich Lohff u. a. 1971 wurde er in Heidelberg der Schule verwiesen. Im Jahr 1973 erlangte er sein Abitur in Bensheim/Hessen. Zugleich in der Heidelberger Drogenszene der ersten Generation, kurze Zeit Mitglied des Sozialistischen Patientenkollektives (SPK), Heidelberg, 1974 Entzug.
Frank studierte an der Pädagogischen Hochschule und Universität Freiburg i. Br. Deutsch und Musik für das Höhere Lehramt, anschließend absolvierte er 1 ½ Jahre ein Referendariat in Freiburg. Im Februar 1980 wurde er am Gymnasium Kornwestheim/bei Stuttgart fest angestellt. Wegen Unfalltod der Freundin trat er einen Monat später für immer aus dem Schuldienst aus.
In den Jahren von 1980 bis 1983 war Frank Regie- und Dramaturgieassistent am Theater Basel. Als Abschlussarbeit inszenierte er das Stück "La chute – Der Fall" von Albert Camus. Die Uraufführung fand im Jahr 1983 statt.
Im Anschluss arbeitete Frank von 1984 bis 1986 als Dramaturg und Regisseur am Stadttheater in Chur. Er heiratete Claudia Knapp und ließ sich in der Schweiz nieder. Zu seinen ersten Inszenierungen gehörte u. a. "Ich spreche für mich", eine Hommage an Antonin Artaud (Gastspiel Staatstheater Stuttgart).
Im Jahr 1986 gründete Frank zusammen mit dem Maler und Bühnenbildner Thomas Zindel die freie Gruppe IN SITU (am Ort) in Chur, bei der er sich für die Konzeption und Inszenierung der meisten Produktionen verantwortlich zeichnete. 1986 war er zugleich freier Mitarbeiter u. a. beim Tagesanzeiger Zürich, WOZ Zürich, Musik-Theater Zürich, SDA. Außerdem leistete er seit 1986 publizistische Arbeit für verschiedene Zeitungen und Zeitschriften, Jahrbücher und Ausstellungskataloge, sowie Essays.
Von 1987 bis 1990 war Frank zudem Dramaturg und Regisseur am Landestheater Tübingen, (dort unter anderem deutsche Erstaufführung von Pasolinis „Calderon“, Uraufführung von Nikolaus Lenaus „Don Juan“). Er machte die Bekanntschaft und Veranstaltungen mit Claudia Gehrke, Hans Mayer, Walter Jens, Dacia Maraini, Manfred Frank (Professor an der Universität Tübingen, nicht verwandt), Gerd Bergfleht, Yoko Tawada u. v. a. Frank gab Gastinszenierungen unter anderem am Schauspielhaus Zürich (1988 Uraufführung von Leonora Carringtons „Ein Flanellnachthemd“, u. a. mit André Jung, Christoph Marthaler und Ruedi Häusermann), am Theater Trier (dort 1992 Lessings „Philotas“, 1993 Dorsts „Fernando Krapp hat mir diesen Brief geschrieben“), in Freiburg i. Br. und Heilbronn.
Von 2002 bis 2005 lebte Frank in Paris und begann mit seiner literarischen Arbeit.
Am Tag der weiteren Verschärfung des Asylgesetzes, dem 22. September 2007, warf Frank Scheiben der Fremdenpolizei Chur ein. Bei einem anschließenden Prozess wurde er zu einer Geldstrafe verurteilt. In der Folge kam es zur Halbierung und immer weiterem Abbau der Beiträge des Kantons Graubünden und der Stadt Chur an IN SITU.
Im Jahr 2012 wurde IN SITU aufgelöst und das theater acèphale gegründet (nach G. Batailles gleichnamiger Gruppe 1936). Seit Anfang 2013 lebt Frank überwiegend in Havanna, baut eine kubanisch-schweizerisch-deutsche-Theater-Gruppe auf und arbeitet unter anderem an seinem Essayband „Havanna“.

## Werke

### Bücher
- 2008 – Beverin Ménilmontant Seewis, Konkursbuch Verlag, Tübingen

- 2009 – Rosamunde, Konkursbuch Verlag, Tübingen

- 2009 – Das Unfassbare, Konkursbuch Verlag, Tübingen

- 2011 – Der Name des Sterns aber ist Wermut, Konkursbuch Verlag, Tübingen

- 2013 – Die vierte Erinnerung. „kein zug. nirgendwo“ IN SITU CHUR, Konkursbuch Verlag Tübingen

- 2013 – Lysis, Konkursbuch Verlag Tübingen

- 2014 – Der Ent-Wortete, Konkursbuch Verlag Tübingen

### Filme
- 1992 – Die Rückkehr (KZ Hailfingen bei Tübingen), im Auftrag des Hauses der Geschichte Baden-Württemberg, und in Stuttgart im Rahmen 40 Jahre Baden-Württemberg; Beilage zum Buch, 18 min.
- 1998 – Der Rhein Filmessay mit Gudrun Geier (Rezitation) zum gleichnamigen „vaterländischen gesang“  Hölderlins, 16 min, Uraufführung in der Werkstatt, Chur

### Performances – Installationen
- 1997 u. a. mit Matias Spescha, Zürich 1987
- 1989 mit Eva Maria Hoffmann, Rote Fabrik, Zürich
- 2002 Gesänge zum Beginn des Jahrtausends, Stadtpark Chur
- 2013 Rathaushalle, Chur

Mit IN SITU 1986 bis 2011 Podiumsgespräche und Veranstaltungen, unter anderem mit Peter Zumthor, Reto Hänny, Hans Danuser, Iso Camartin, Gaspare O. Melcher.

## Auszeichnungen
- 1997 Anerkennungspreis des Kantons Graubünden
- 2001, 2005, 2012 Werkpreis des Kantons Graubünden
- 2002 Preis des serbischen Schriftstellerverbandes, Belgrad, für das beste ausländische Buch (Jelenas Geschichte)
- 2013 UBS, Preis-Stipendium
- 2013 Preis-Stipendium des Landes Württemberg